# Doku-zug.ch
doku-zug.ch war bis Ende 2020 ein öffentlich zugängliches, nicht gewinnorientiertes Dokumentationszentrum mit Bibliothek an der St. Oswaldsgasse in der Altstadt von Zug. Die Dokumentation wurde in die Zuger Sammlung der Bibliothek Zug integriert und wird von dieser weitergeführt.

## Geschichte
Daniel Brunner begann in seinen Privaträumen das Anlegen einer Artikelsammlung zu Forschungszwecken und für die eigene politische Arbeit. 1988 wurde das gesammelte Material an den Sitz einer Bürogemeinschaft verlagert, mit Hilfe eines Teilzeitangestellten wurde die Sammlung laufend erweitert. Die Anstellung von weiterem Personal und die zunehmende Professionalisierung ermöglichte die erste Schaffung eines Kataloges. 1994 konnten Räumlichkeiten in der Altstadt von Zug bezogen werden.

## Organisation

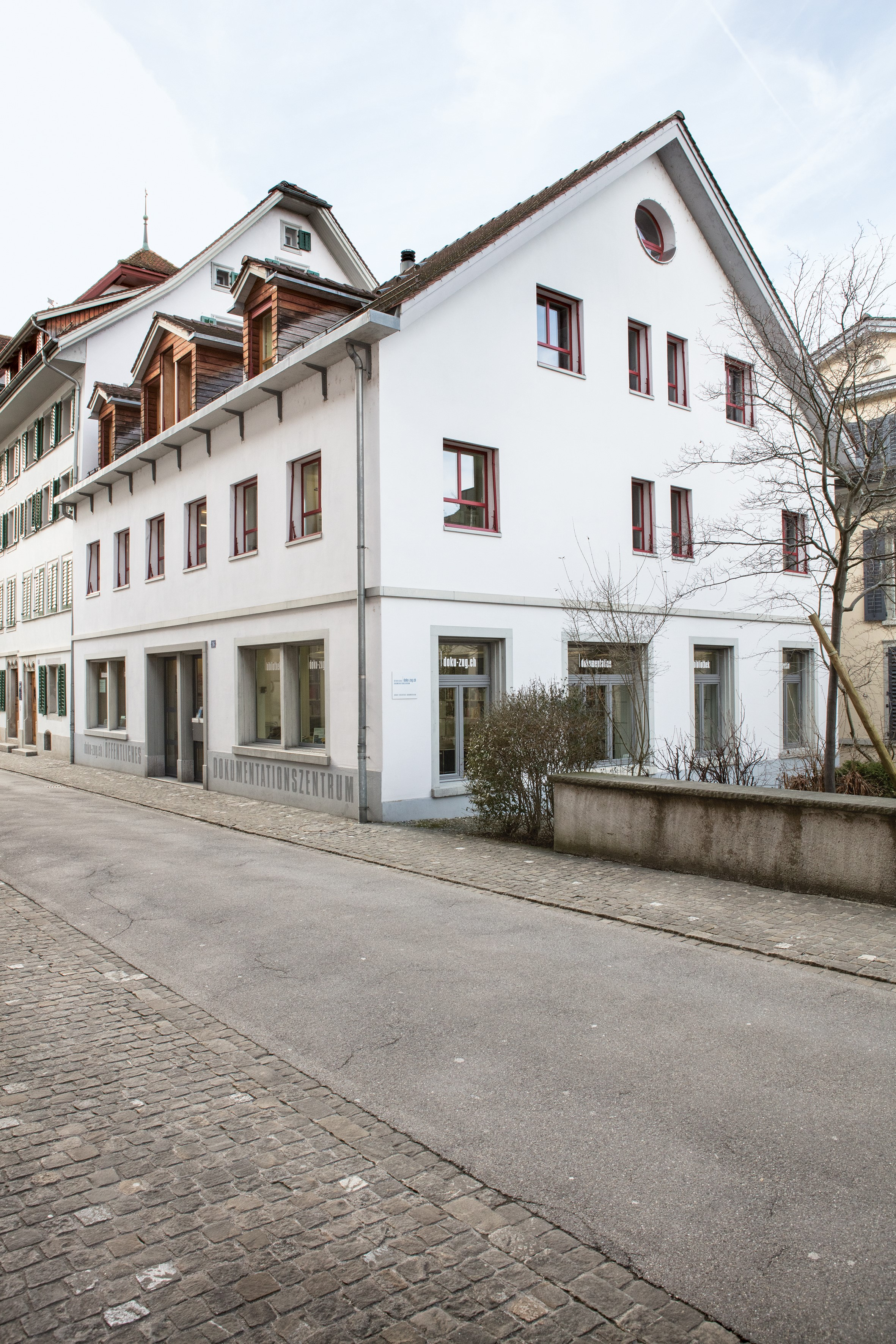
Aussenansicht doku-zug.ch

Das Dokumentationszentrum wurde privat finanziert. Um doku-zug.ch langfristig zu sichern, wurde am 23. Juni 2017 die Stiftung Doku-Zug beurkundet. Zum ersten Präsidenten des Stiftungsrats wurde Rolf Schweiger gewählt. Der Gründungspräsident trat auf Ende 2018 zurück. Zum neuen Präsidenten der Stiftung Doku-Zug wurde Joe Häfliger gewählt. Joe Häfliger war Leiter der Höheren Fachschule für Wirtschaft Luzern. Er unterrichtete von 1998 bis 2015 an der Kantonsschule Zug Wirtschaft und Recht. Nach längeren Verhandlungen und Suchen nach Lösungen wurde im Januar 2019 die Weiterführung der Sammlung und der Dienstleistungen von doku-zug.ch bekannt gegeben. Die Projektpartner Doku-Zug und Stadt Zug hatten sich darauf geeinigt, dass die Zuger Dossiers von doku-zug.ch in die Bibliothek Zug integriert werden sollten. Daniel Brunner übergab 2020 der Bibliothek Zug die Dokumentation als Schenkung. Die Themendossiers mit Zuger Bezug werden von der Bibliothek Zug digital weitergeführt. Zusammen mit dem Stadtarchiv Zug entstand so Ende 2020 an der St.-Oswalds-Gasse 21 ein Zentrum für Archiv-, Bibliotheks- und Dokumentationsdienstleistungen.

## Sammlung und Bestand
doku-zug.ch dokumentierte das Zeitgeschehen in Stadt und Kanton Zug, der Schweiz und auf der ganzen Welt mittels Medienartikeln. Gespiesen wurde die laufend wachsende Artikelsammlung aus in der Deutschschweiz publizierten Medienerzeugnissen, punktuell ergänzt durch ausländische Publikationen.
Der Bestand zählte per Ende 2020 über 3 Millionen Medienartikel, die in Papierform in rund 4600 thematisch und geografisch gegliederten Dossiers aufbewahrt wurden. Der Fokus lag auf den Themenfeldern Politik, Wirtschaft, Umwelt, Bauen, Sozial- und Gesundheitswesen, Bildung sowie Kultur. Von 1995 bis 2016 wurde das Zeitgeschehen möglichst lückenlos dokumentiert. Seit 2017 hatte sich die Ausrichtung der Medienartikelsammlung mehrheitlich auf das zugerische Geschehen fokussiert. Die gesammelten Medienartikel sollten einen direkten Bezug zu Gegebenheiten im Kanton Zug aufweisen oder zum Verständnis der Situation im Kanton Zug einen Mehrwert erbringen.
Ergänzend führte doku-zug.ch eine Bibliothek mit 7073 Sachbüchern, 4018 Broschüren (so genannte graue Literatur) sowie 570 Periodika.

## Benutzung
Die Themendossiers konnten ausschliesslich vor Ort konsultiert werden. Die Bücher waren in einer Freihandbibliothek mit kleinem Lesesaal aufgestellt (mit Nachschlagewerken wie z. B. dem Schweizerischen Idiotikon). Bücher, Broschüren und Periodika konnten ausgeliehen werden. doku-zug.ch leistete auch Auftragsrecherchen.

## Kataloge

### Dossierkatalog
Der Online-Dossierkatalog war der wichtigste Zugangspunkt zur Medienartikelsammlung. Er gab Auskunft darüber, zu welchen Themen Dossiers vorhanden waren und wie viele Dokumente aus welchen Jahren jedes Dossier enthielt. Nicht einsehbar waren die einzelnen Medienartikel.

### Bücherkatalog
doku-zug.ch verfügte über einen Online-Bücherkatalog und war seit März 2013 im Online-Katalog des Zuger Bibliotheksverbundes integriert.

## Veranstaltungen und Ausstellungen
Das Dokumentationszentrum organisierte in unregelmässigen Abständen Vorträge, Diskussionen oder Lesungen. In einer Ausstellung der doku-zug.ch wurden 2013 die viele Facetten des Zugersees in Seesichten Zugersee dargestellt. Aus dieser Ausstellung und dem Fundus der doku-zug erschien 2014 das Buch Seesichten Zugersee : Schlagzeilen | Fakten | Bilder.
Im Jahr 2018 (März bis Oktober) wurde «Nachhall 68» gezeigt. Diese Ausstellung wurde aus dem Bestand des doku-zug.ch zusammengestellt und ermöglichte überraschende Einblicke in diese ereignisreiche Zeit aus Zuger Sicht.
«Heimat im Wandel» hiess eine Ausstellung im Jahr 2019. Textstücke aus den Themendossiers, Bilder und Exponate ermöglichten eine Auseinandersetzung mit den Begriffen Heimat im Wandel, Brauchtum und Tradition im Kanton Zug. In diesem Zusammenhang fand auch eine sechsteilige Veranstaltungsreihe statt.
Ab 2017 organisierte doku-zug.ch in Zusammenarbeit mit Wikimedia CH jährlich eine bis zwei Wikipedia-Werkstätten für Anfänger und Fortgeschrittene. Die umfangreichen Themendossiers des Dokumentationszentrums dienten den Teilnehmenden als Informationsbasis für das Verfassen neuer und das Ergänzen bestehender Artikel für die Wikipedia-Enzyklopädie. 

## Veröffentlichungen
- Silvan Abicht [et al.] (Text), Andreas Busslinger (Bilder): Seesichten Zugersee. Schlagzeilen | Fakten | Bilder. Das Buch zur Ausstellung. Kalt Medien, Zug 2014, ISBN 978-3-85761-310-4.